# 吉富薬品
吉富薬品株式会社（よしとみやくひん、英文：Yoshitomiyakuhin Corporation）は、かつて存在した医療用医薬品を販売する企業で、田辺三菱製薬の完全子会社であった。

## 概要
かつて存在した武田薬品工業の関連会社「吉富製薬」の精神科医薬品事業本部の流れを汲む企業である。
吉富製薬は、1998年（平成10年）4月1日のミドリ十字との合併以降、幾度かの合併・再編を経ているが、精神科の処方箋医薬品における「ヨシトミ」のネームバリューが強く、「吉富」の名はなお残っていた。
田辺三菱製薬の子会社となった後も精神科領域製品のプロモーション活動は引き続き吉富薬品が担い続けてきたが、田辺三菱製薬への吸収合併後は同社の営業本部内に新設予定の「精神科領域部」（仮称）に吉富薬品の機能を移す。また、全員が田辺三菱製薬からの出向者となっている吉富薬品の従業員についても今回の吸収合併に伴って出向を解除し、今後、適材適所に配置する予定としている。
親会社である田辺三菱製薬以外で製造された薬品（特に精神科の薬）についても、プロモーション提携の形で販売等に携わる商品が存在した。合併発表時点では、これらの製品の取り扱いは今後の製造販売元企業との調整になるとしていた。このうちレクサプロ（製造販売元：持田製薬）については合併後も田辺三菱製薬がプロモーション提携を続けることになったが、ニプロと同社の100%子会社であるニプロESファーマ（旧・田辺製薬販売）が販売するジェネリック医薬品のプロモーション提携については合併前日の2024年3月31日をもって終了した。
企業理念は「精神科医療の真のパートナーをめざして」であった。

## 沿革
- 2000年（平成12年）4月1日 - ウェルファイド株式会社（旧・吉富製薬）の精神科医薬品事業本部、トミジェック吉富株式会社及び株式会社エイパムの3社を統合し設立。
- 2001年（平成13年）10月1日 - ウェルファイドが三菱グループ系列の製薬会社・三菱東京製薬と合併し、三菱ウェルファーマ株式会社が発足。同社の子会社となる。
  - 同時に当社が手がけていた一般科領域の後発品事業を三菱ウェルファーマに移管、当社は精神科領域（抗精神病薬・抗うつ薬・睡眠薬など）のプロモーションに特化。
- 2007年（平成19年）
  - 10月1日 - 親会社である三菱ウェルファーマが田辺製薬と合併し、田辺三菱製薬株式会社が発足。同社の子会社となる。
- 2009年（平成21年）10月13日 - 親会社である田辺三菱製薬の本社移転に合わせ、大阪府大阪市中央区北浜（淀屋橋スクエア）に移転。
- 2015年（平成27年） 3月9日 - 田辺三菱製薬の新本社ビル社屋完成に伴い、当社も現在地に移転。
- 2023年（令和5年）10月4日 - 田辺三菱製薬が吉富薬品を2024年3月末を目途に吸収合併することを発表[1][3]。
- 2024年（令和6年）4月1日 - 田辺三菱製薬に吸収合併された[1]。

## 事業所一覧
2024年（令和6年）3月31日時点
- 本社
  - 〒541-8505 - 大阪府大阪市中央区道修町三丁目2番10号（田辺三菱製薬株式会社 本社ビル内）

- 営業本部
  - 〒541-8505 - 大阪府大阪市中央区道修町三丁目2番10号

### 営業部
- 東日本営業部
- 中日本営業部
- 西日本営業部